# EFREI Paris
フランス電子工学・計算機科学校（フランス語：École Française d’électronique et d’Informatique、EFREI Paris）はフランスの理工系グランゼコール。フランス計算機科学・デジタル技術総合工学校（École d'ingénieur généraliste en informatique et technologies du numérique）と呼称される場合もある。

## 校史
1936年、無線技術の需要の高まりを背景にフランス無線学校（École Française de Radioélectricité、EFR）がパリ市で創設され、商船隊の運用に関わる技術者を多く育成した。EFRは第二次世界大戦後の1945年にグランゼコールとしてフランス政府に認可された。以降、より専門的な無線技術の研究・教育を担う様になり、やがて電気工学・通信工学全般にまで分野を広げた。
1972年、EFRを卒業したベトナム系フランス人の工学者アンドレ・チュオン・チョン・チーが「Micral N」を設計、チュオンは現在も「フランスにおける計算機の父」と見做されている。教育における計算機科学の比重が増した事から、1973年にEFRはフランス電子工学・計算機科学校（EFREI）に改称された。1987年、学生数の増加に対応する為、キャンパスがパリ市内から同じイル＝ド＝フランス地域圏のヴァル＝ド＝マルヌ県にあるヴィルジュイフ市に移転された。
EFREIと専門分野が共通する高等計算機科学・通信工学大学（Esigetel）と協力協定を結び、2017年にEsigetelと統合してEFREI Parisに改称した。
2017年、高等計算機科学・通信工学大学（École supérieure d'ingénieurs en informatique et génie des télécommunications、Esigetel）と統合してEFREI Parisに改称した。

## 出身者
前身であるEFR及びEFREI、統合されたEsigetelの卒業生・退校者を含む
- ポル・ポト（政治家、民主カンプチア首相）
- アンドレ・チュオン・チョン・チー（フランス語版）（技術者、Micral Nの設計者）
- ダヴィド・ガーレ（フランス語版）（技術者、Symphony Communication（英語版）の開発者）